# Atractus ochrosetrus
Espèce
Atractus ochrosetrus est une espèce de serpents de la famille des Dipsadidae.

## Répartition
Cette espèce est endémique de l'État de Mérida au Venezuela. Elle se rencontre dans la cordillère de Mérida à Tovar et à Arzobispo Chacón, entre 2 600 et 2 720 m d'altitude.

## Description
L'holotype de Atractus ochrosetrus, un mâle adulte, mesure 322 mm dont 33 mm pour la queue.

## Étymologie
Son nom d'espèce, du grec ancien ὤχρα, okhra, « jaune », et ἦτρον, etron, « abdomen », lui a été donné en référence à sa livrée.

## Publication originale
- Esqueda & La Marca, 2005 : Revisión taxonómica y biogeográfica (con descripción de cinco nuevas especies) de serpientes del género Atractus (Colubridae: Dipsadinae) en los Andes de Venezuela. Herpetotropicos, vol. 2, no 1, p. 1-32 (texte intégral).